# James Thompson (cestista)
James Thompson IV (Baton Rouge, 18 gennaio 1995) è un cestista statunitense.